# 朝風ワイド
『朝風ワイド』（あさかぜワイド）は、文化放送で放送されていた平日朝の時間帯のラジオワイド番組。
放送時間は月曜日〜土曜日 6:15〜7:00。1974年10月7日開始、1976年4月3日終了。

## 概要
それまでワイド番組が無かった平日〜土曜日の午前6時台に新設されたワイド番組。これは当時の東京への通勤者の圏域が通勤時間1時間圏から1時間半圏に広がったことに対応し、起床時間の早くなったリスナーを対象としたものである。ニュース、音楽、各種情報を交え、朝らしいさわやかな雰囲気で番組を進行していた。
番組では、早起きしなければならないリスナーをはがきで募集し、その中から選ばれたリスナーの元へ生放送中に電話をかけて起こす『モーニングコールプレゼント』という企画があった。
スタート当初は全曜日とも当時入社1年目〜5年目で新人・若手の文化放送女性アナウンサーが日替わりで担当していたが、1975年4月改編時より男性パーソナリティに交替した。1975年4月改編時から、土曜日放送分は『朝風土曜ワイド』というタイトルになった。

## パーソナリティ

### 1974年10月〜1975年3月
- 月曜：中西啓子[1]
- 火曜：高橋小枝子[1]
- 水曜：花崎啓子[1]
- 木曜：大津和子[1]
- 金曜：秋山伸子[1]
- 土曜：小泉浩子[1]

### 1975年4月〜1976年4月
- 川崎敏夫[4][5]
- 吉田光夫[4][5]

## コーナー
- 産業ニュース解説[1][4][5]
- 朝風エッセイ[4][5]